# Nita Prose
Nita Prose, pseudonimo di Nita Pronovost (Toronto, 1972), è una scrittrice canadese.

## Biografia
Nita Prose è nata in Canada, a Toronto, nel 1972. Dopo aver frequentato la facoltà di inglese e arte drammatica presso l'Università di Toronto, ha lavorato come insegnante per studenti con bisogni educativi speciali, e come attrice. Successivamente ha intrapreso la carriera di editor, divenendo senior editor presso la divisione canadese della casa editrice Penguin Random House. In seguito è stata direttrice editoriale e vice presidente della divisione canadese della casa editrice Simon & Schuster, incarico che ha ricoperto fino al febbraio 2015, collaborando con vari scrittori, tra i quali Paula Hawkins, Ruth Ware e Gretchen Rubin.
Vive a Toronto con il suo compagno, Tony.

## Carriera
La scrittrice ha scritto almeno dieci libri come ghostwriter per altri, nel suo ruolo di editor; il suo primo romanzo pubblicato a sua firma è stato La cameriera (The Maid) del 2022. Successivamente ha pubblicato altri tre romanzi appartenenti a una quadrilogia che vede come protagonista la cameriera Molly: The Mystery Guest (2023), The Mistletoe Mystery (2024)
e l'ultimo The Maid's Secret (2025).
Il suo primo romanzo si è posizionato al primo posto nella lista Readers' Favorite Mystery & Thriller del 2022, stilata dal sito Goodreads, e, tra vari premi, si è aggiudicato il Ned Kelly Award for International Crime Fiction, l'Anthony Award for Best First Novel, il Barry Award for Best First Mystery ed è stato finalista all'Edgar Award for Best Novel. È stato tradotto in almeno quaranta lingue e ha venduto più di un milione di copie.

## Opere
- (EN) The Maid, New York, Ballantine Books, 2022, ISBN 9780593356159.
  -  La cameriera, traduzione di Licia Vighi, Oceani, n. 157, Milano, La nave di Teseo, 2022, ISBN 9788834609804.
- (EN) The Mystery Guest, New York, Ballantine Books, 2023.
  -  L'ospite del mistero, traduzione di Licia Vighi, Oceani, n. 225, Milano, La nave di Teseo, 2023, ISBN 978-88-346-1563-8.
- (EN) The Mistletoe Mystery, New York, Ballantine Books, 2024.
  -  Il portafortuna, traduzione di Licia Vighi, Oceani, n. 265, Milano, La nave di Teseo, 2024, ISBN 978-88-346-1950-6.

- (EN) The Maid's Secret, New York, Ballantine Books, 2025.